# Libro Animado Interactivo: El Rey León
Libro Animado Interactivo: El Rey león, conocido en inglés como Disney's Animated Storybook: The Lion King, es un libro de cuentos digital interactivo que fue lanzado en la temporada navideña del año 1994 para PC en formato CD-Rom. El software  fue desarrollado por Media Station Inc. y publicado por Disney Interactive Studios, es compatible con los sistemas Windows y Macintosh. 
El libro narra la historia de la película "El Rey León", que fue estrenada ese mismo año, y se maneja totalmente con el mouse del PC. En cada página del libro se incluyen textos para leer, narración de voz, ilustraciones, secuencias animadas y partes de la imagen que interactúan con los clics del jugador. A lo largo de la lectura aparecen también sencillos minijuegos protagonizados por los personajes de la película. El título está apuntado al público infantil por lo que presenta un diseño muy simple y amistoso, con los íconos de opciones representados por personajes y una dificultad muy baja en los juegos. El libro además permite cambiar de idioma al inglés o español en todo momento. Un detalle destacado es que se mantienen las voces originales de los actores de la película (de la versión en inglés y en español), con los que el público está familiarizado.